# Полупанівка
Полупа́нівка — село в Україні, у Скалатській міській громаді Тернопільського району Тернопільської області. Розташоване на півдні району. До 2015 року було підпорядковане Староскалатській сільській раді.
Населення — 993 особи (2007).

## Географія
У селі бере початок річка Корилівка, ліва притока Гнилої Рудки.
Поблизу села є геологічна пам'ятка природи — «Велике сідло», пам'ятки природи — Полупанівські буки та дуб і Полупанівське родовище вапняку, а також ландшафтний заказник «Полупанівська Свята гора».

## Населення

### Мова
Розподіл населення за рідною мовою за даними перепису 2001 року:
| Мова       | Кількість | Відсоток |
| ---------- | --------- | -------- |
| українська | 1006      | 99.8%    |
| російська  | 2         | 0.2%     |
| Усього     | 1008      | 100%     |

## Історія
У селі помітні сліди Княжого тракту — шляху часів Русі.
Перша писемна згадка — 1580 р. Діяли «Просвіта», «Сільський господар», «Хліборобський вишкіл молоді» та інші товариства.
14 липня 2015 року ввійшло у склад Скалатської міської громади.
12 червня 2020 року, відповідно до розпорядження Кабінету Міністрів України  № 724-р «Про визначення адміністративних центрів та затвердження територій територіальних громад Тернопільської області», село увійшло до складу Скалатської міської громади.
19 липня 2020 року в результаті адміністративно-територіальної реформи та ліквідації Підволочиського району, село увійшло до складу новоствореного Тернопільського району.

## Релігія

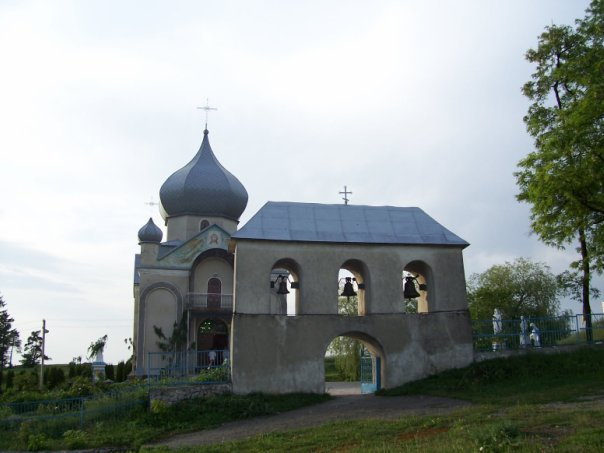
Церква Святого Духа на Святій Горі

На Святій горі, що є місцем паломництва, розташовані мурований костел Святого Йосифа і церква Святої Трійці (1878, відбудована з каплиці 1989), ПЦУ, парохом якої є о. Михайло Карпець.
2010 року в ландшафтному заказнику «Полупанівська Свята гора» відкрито Хресну дорогу.
У жовтні 2016 року біля церкви Святої Трійці освятили капличку Божої Матері

## Пам'ятки
Споруджено пам'ятники на братській могилі радянських партизан та воїнам-односельцям, полеглим у німецько-радянській війні (обидва — 1968, встановлено надмогильну плиту, поховано 3 особи.), насипано символічну могилу УСС (1991).

## Соціальна сфера
Працюють загальноосвітня школа І-ІІ ступенів, бібліотека, ФАП, 3 торгові заклади, дитячий табір «Веселка», а також дитячий садочок.

## Відомі люди
У Полупанівці народився польський літературознавець В. Вільчинський, архітектор Р. Хрущ, педагог Євгенія Шварцвальд. Тут проживав Антонів Василь Федорович — український і російський вчений, громадський діяч.

## Галерея

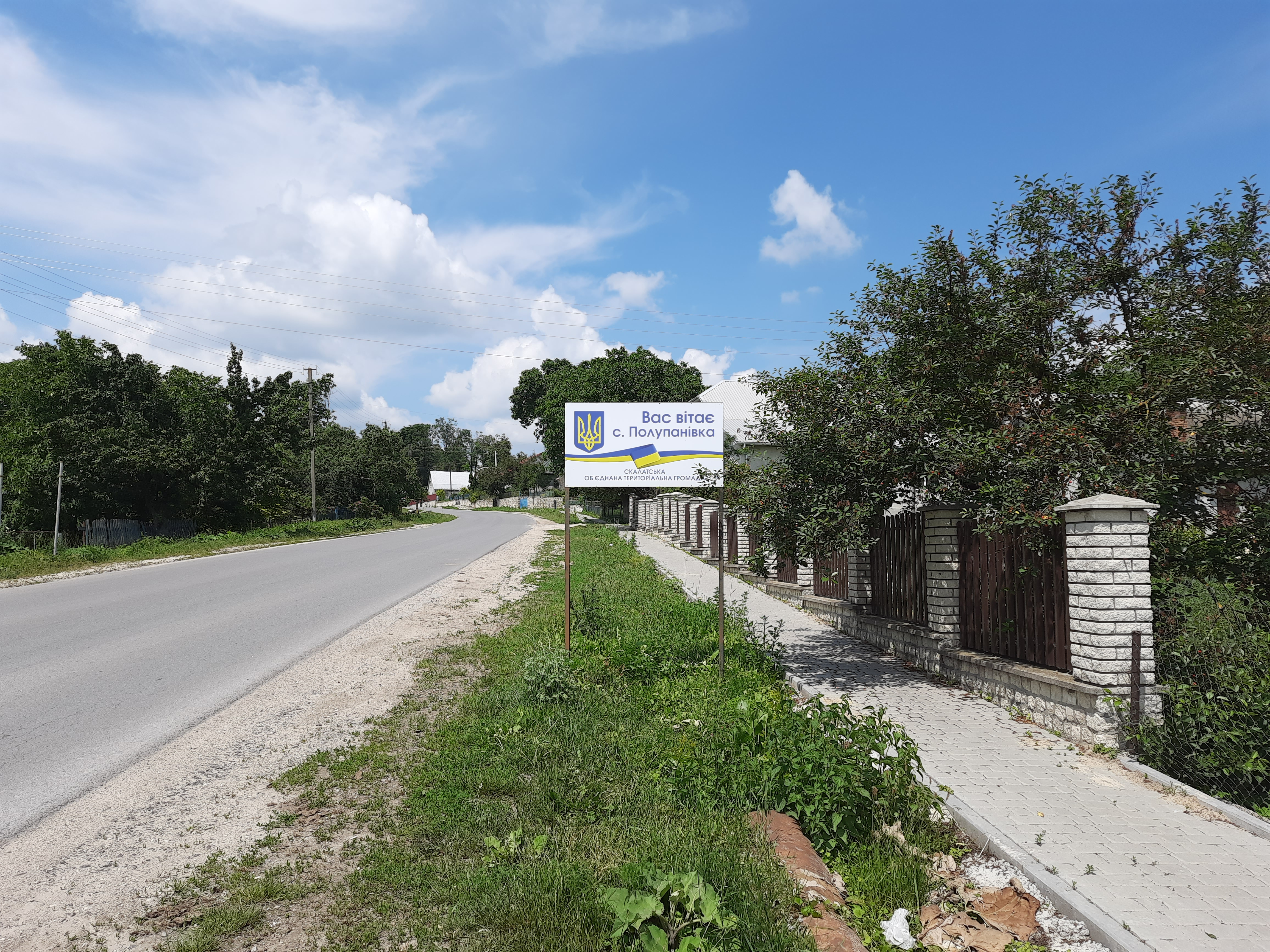
В'їзд у село
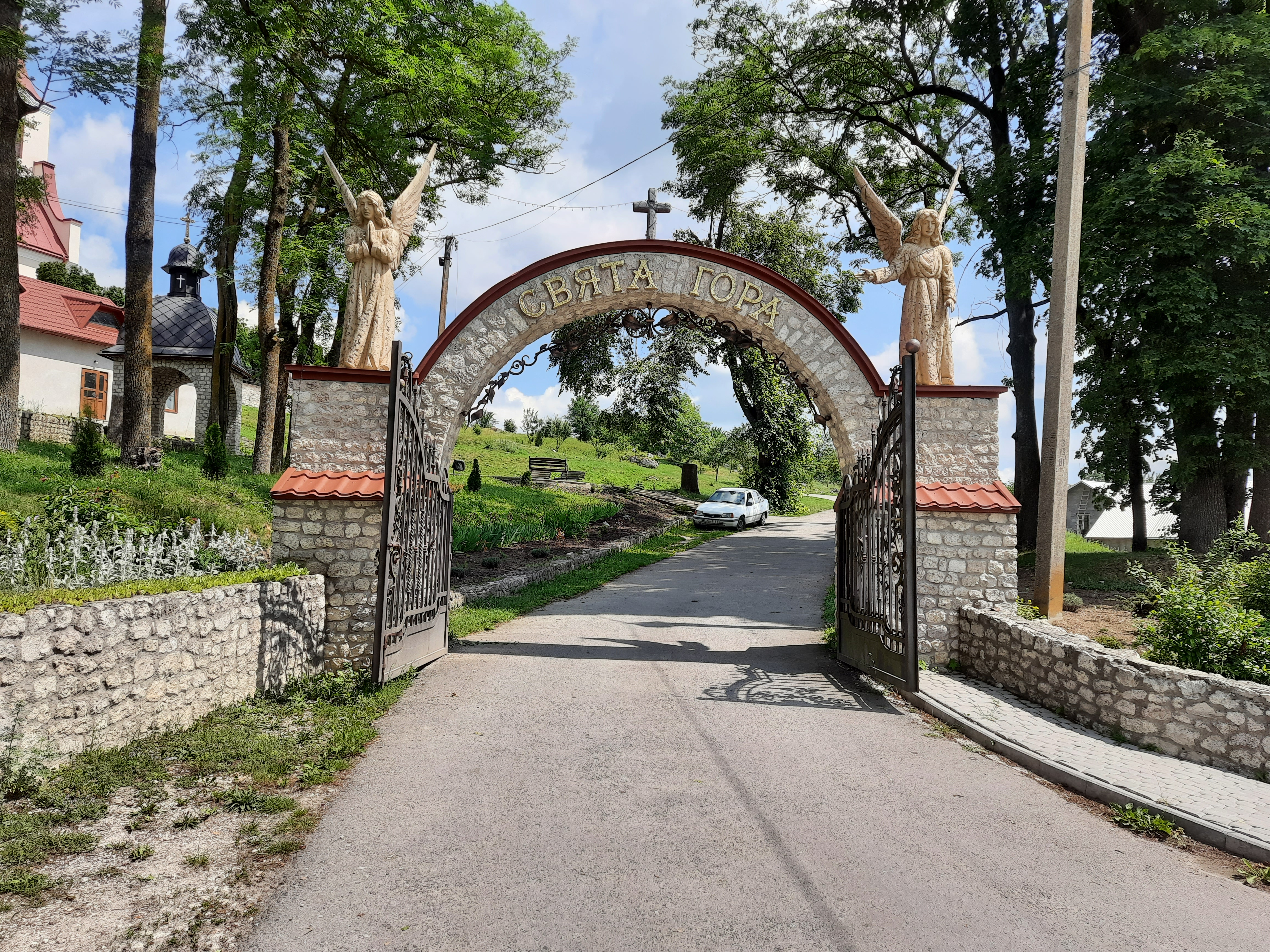
Вхід до Святої Гори
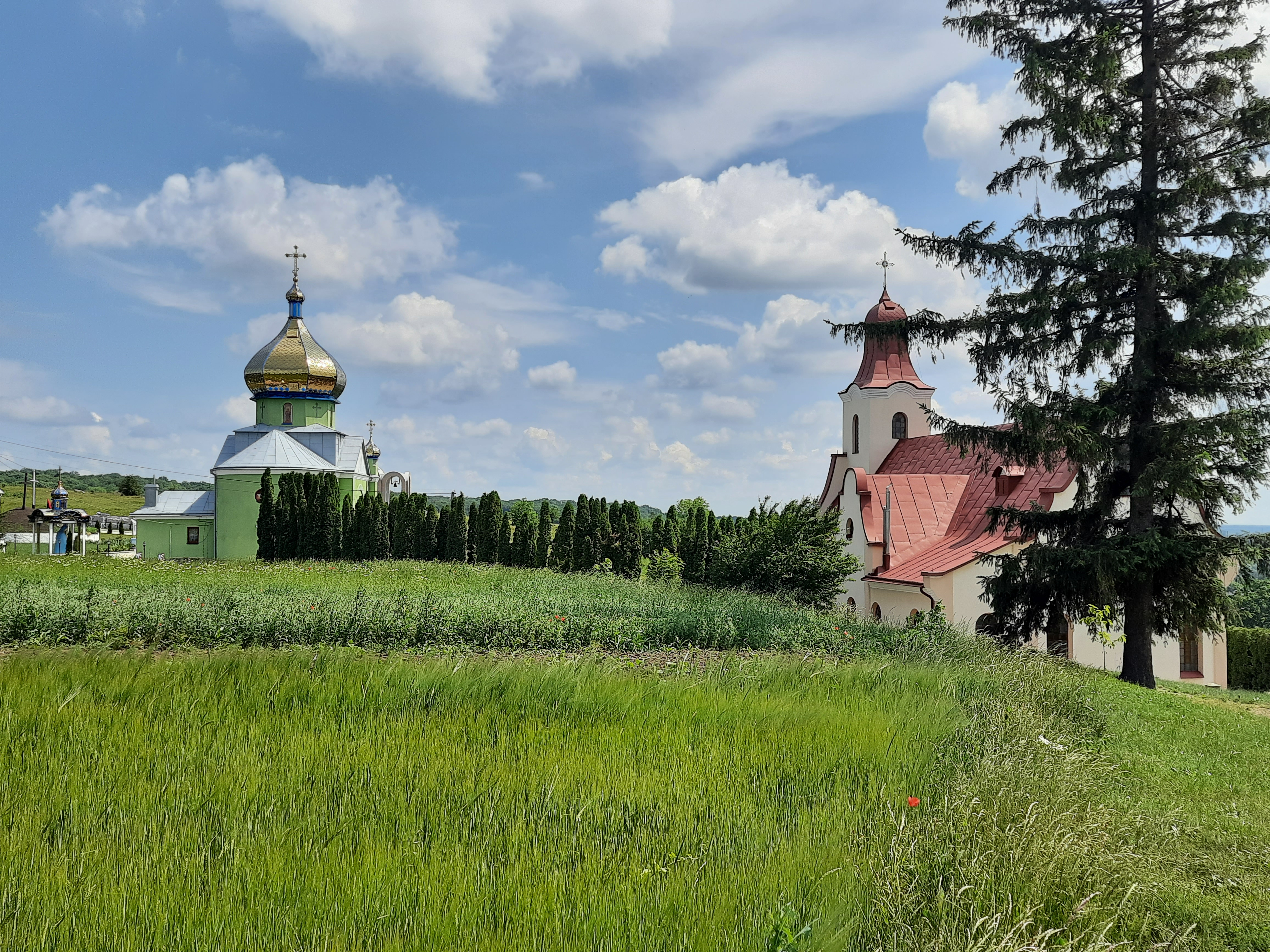
Троїцька церква та костел Святого Йосифа на Святій Горі
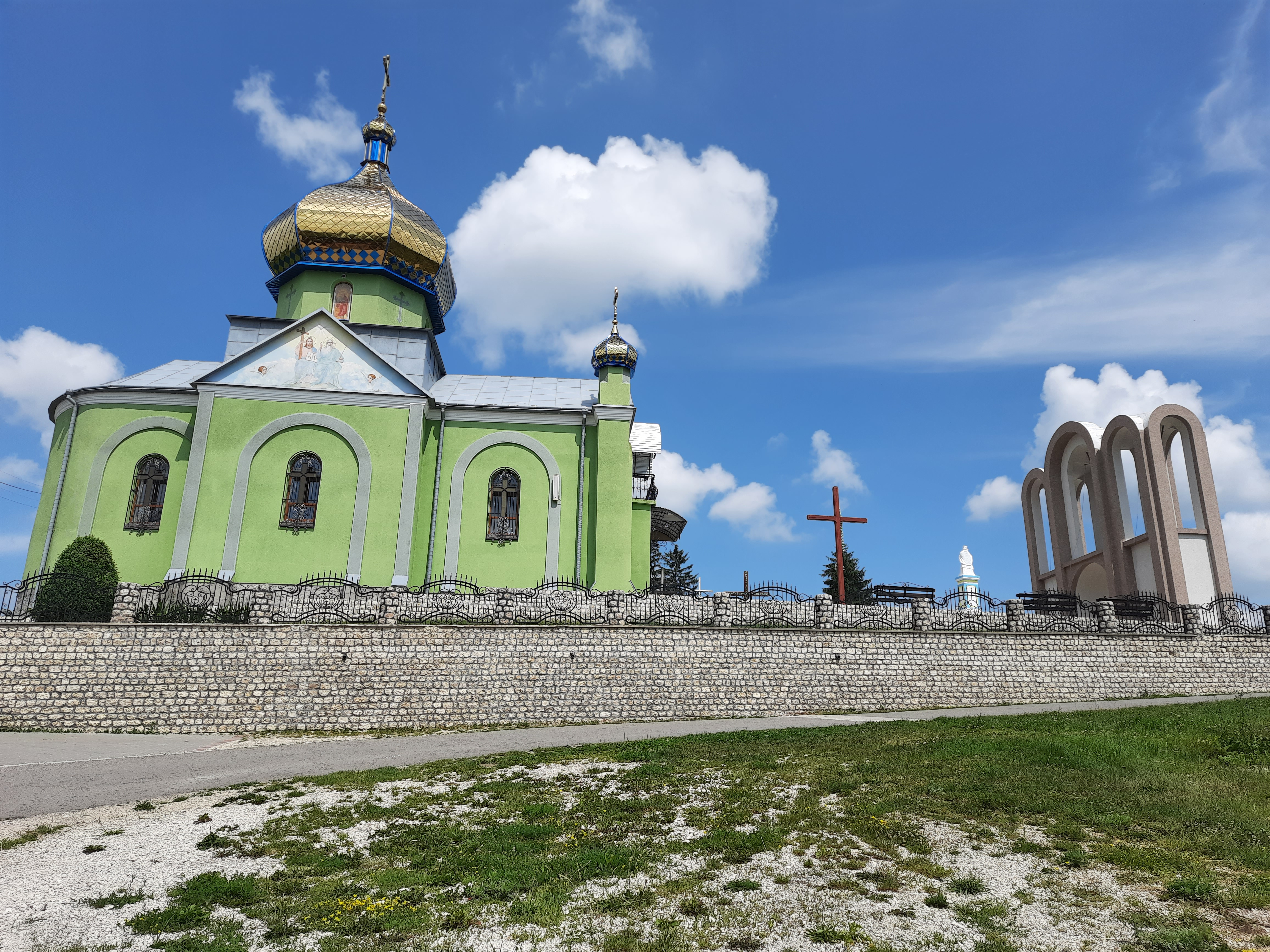
Церква Святої Трійці
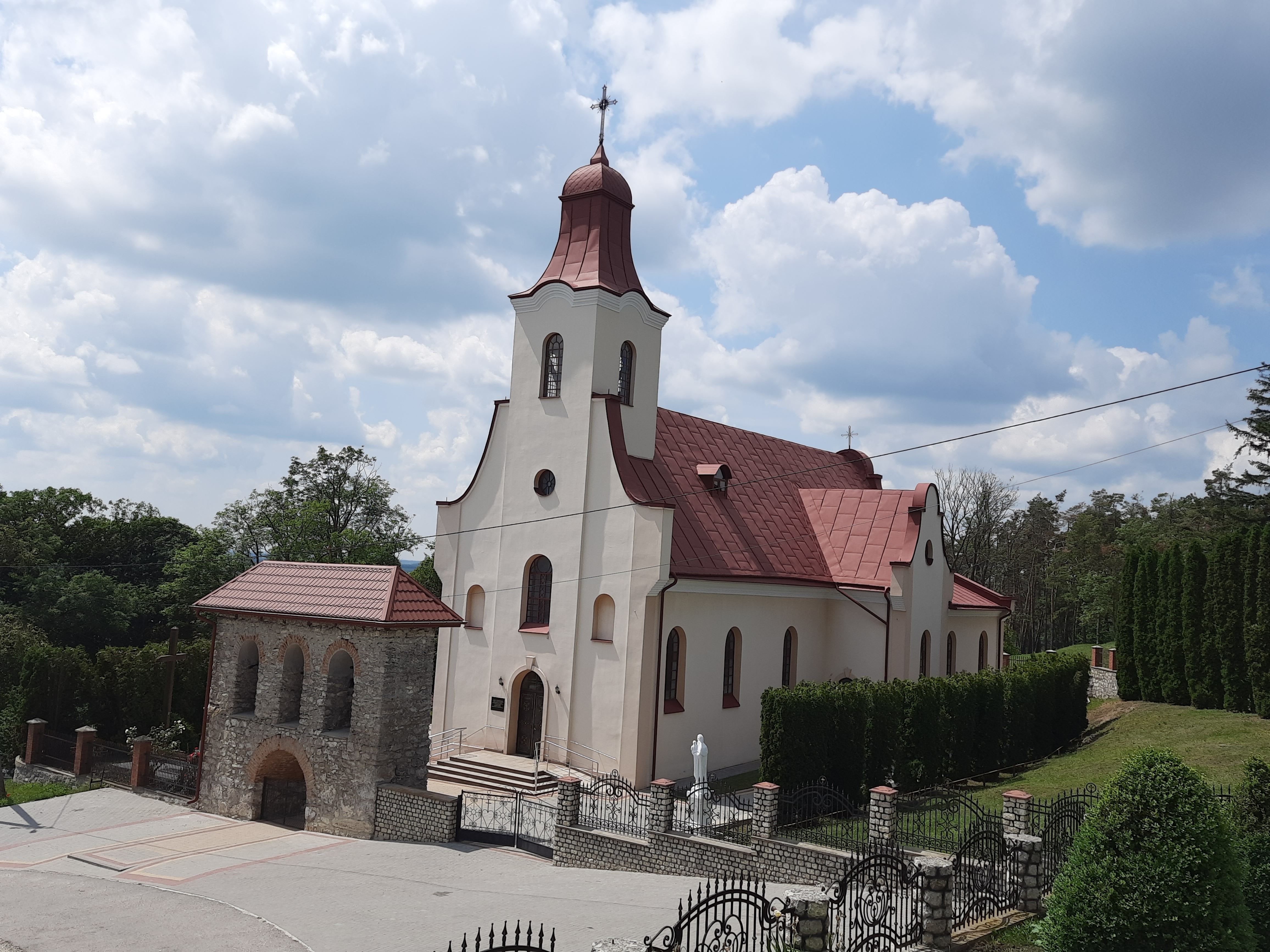
Костел Святого Йосифа
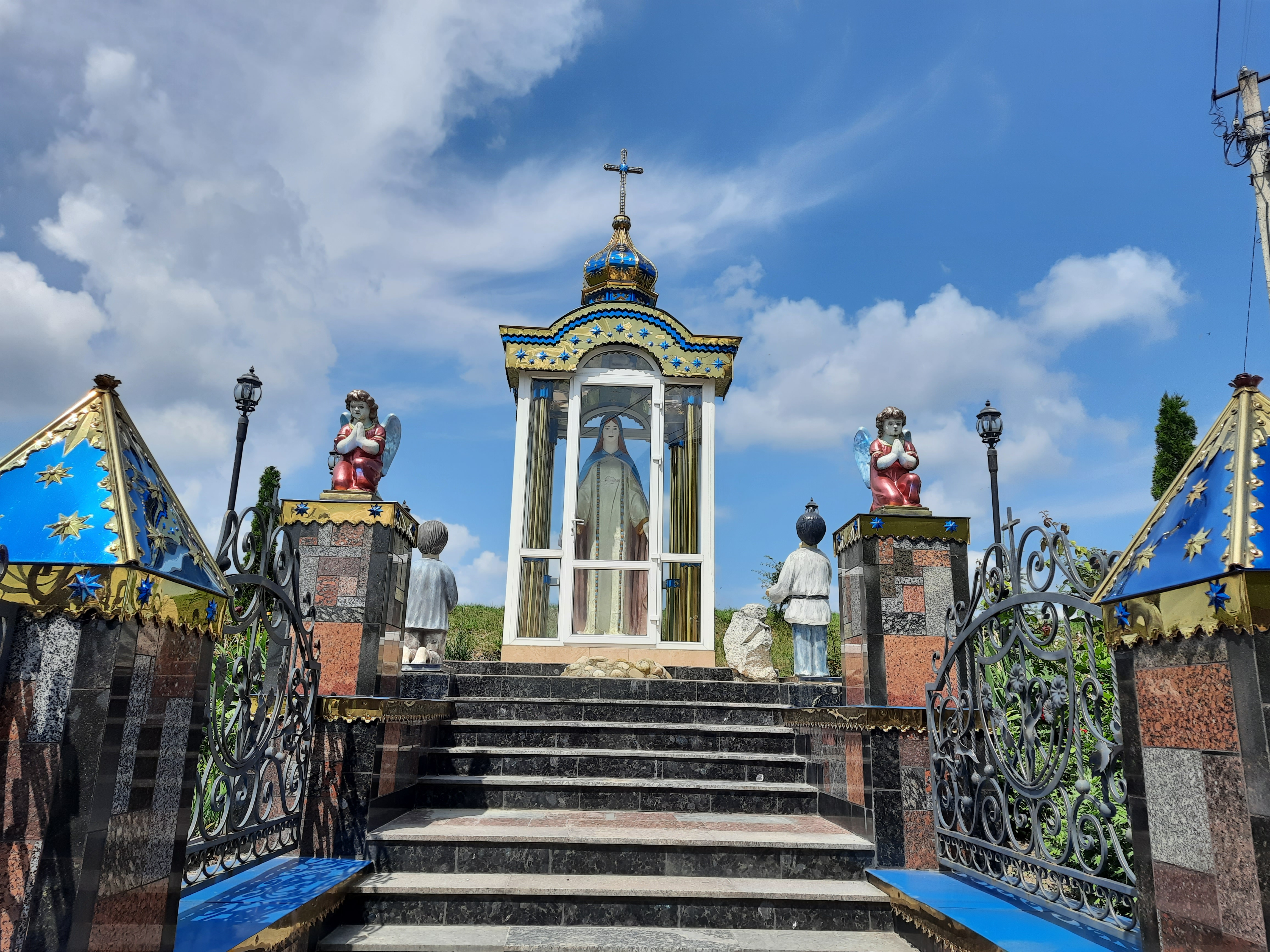
Капличка
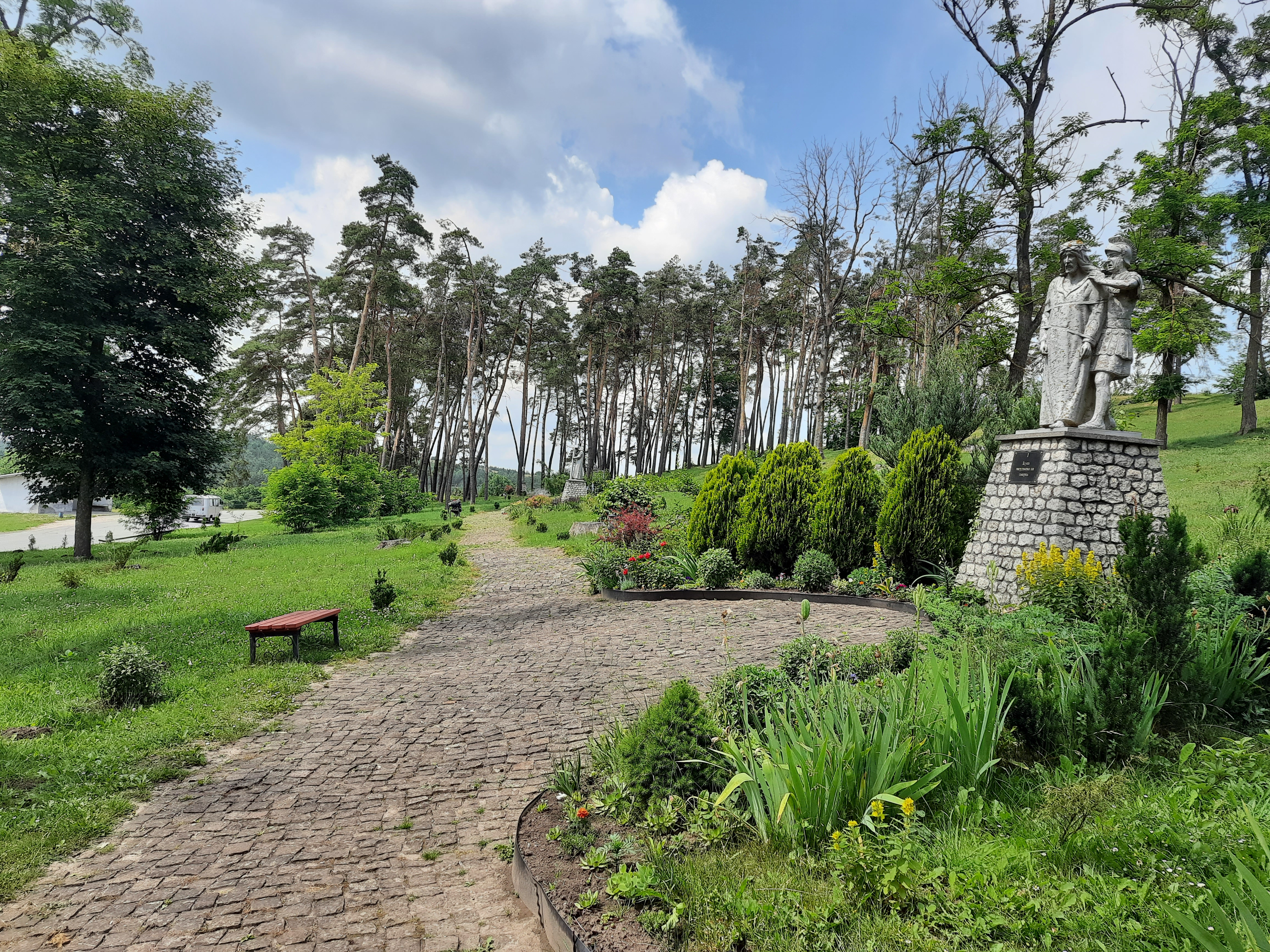
Хресна дорога
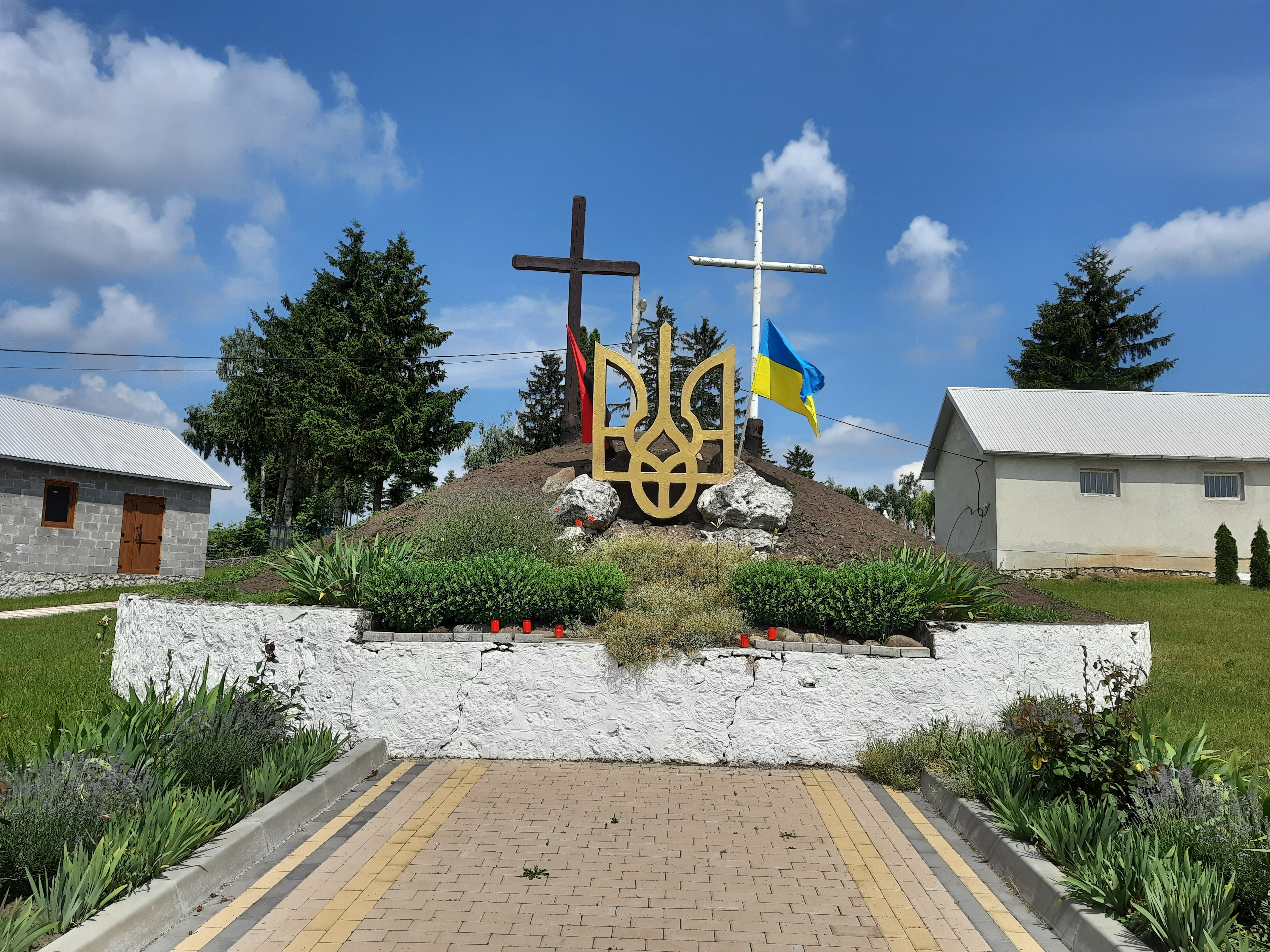
Символічна могила Борцям за волю України
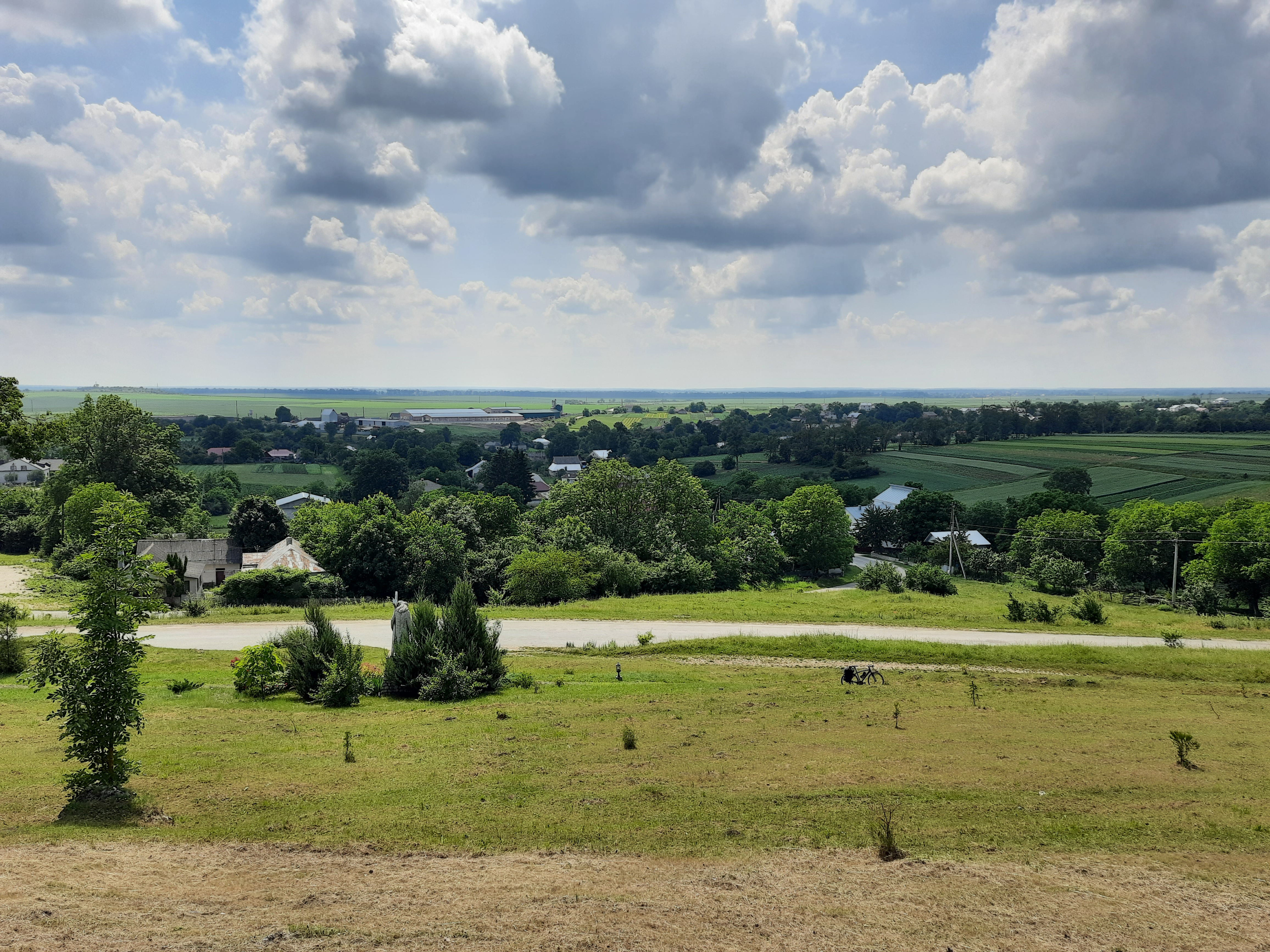
Вигляд на село Полупанівка з Святої Гори.